# Tyler Lyons
Tyler William Lyons (né le 21 février 1988 à Lubbock, Texas, États-Unis) est un lanceur gaucher des Ligues majeures de baseball jouant avec les Cardinals de Saint-Louis.

## Carrière
Joueur des Cowboys de l'Université d'État de l'Oklahoma, Tyler Lyons est repêché au 10e tour de sélection par les Yankees de New York en 2009 mais ne signe pas de contrat avec le club. Il rejoint par contre les Cardinals de Saint-Louis, qui le repêchent au 9e tour en 2010 alors qu'il joue toujours pour la même université. 
Il fait ses débuts dans le baseball majeur comme lanceur partant des Cardinals le 22 mai 2013 et remporte une victoire à ce premier match où il est opposé aux Padres de San Diego.